# تيبو بيرسين
تيبو بيرسين (بالإنجليزية: Tibo persyn)‏ هو لاعب كرة قدم بلجيكي ولد في عام 2002، ويلعب في مركز لاعب الوسط ويلعب مع نادي كلوب بروج البلجيكي ومع منتخب بلجيكا تحت 19 سنة لكرة القدم. وهو من أهم اللاعبين البلجيكيون الصغار والمتوقع أستدعائهم للمنتخب الأول.